# Tramvajová doprava v Oděse
Ukrajinské město Oděsa disponuje tramvajovou sítí, která zde tvoří jeden z hlavních druhů veřejné dopravy. Provozováno je 19 stálých, 3 letní a 3 mimořádné linky.
V roce 2016 přepravily tamní tramvaje více než 109 milionů cestujících.
Tramvajová síť vede hlavními ulicemi v centru města a poskytuje dopravu do vzdálených částí města, jako jsou Moldavanka, Peresyp, Malyj a Srednij Fontan. Tramvaje zajíždí i za hranice města.
Síť v Oděse disponuje dvěma vozovnami. Kromě toho se v areálu bývalé třetí vozovny nachází středisko údržby a muzeum.
Maximální rychlost tramvají ve městě obvykle nepřesahuje 20 km/h, ale v některých částech sítě je možná rychlost 25 až 30 km/h.

## Historie
V roce 1880 byl ve městě zahájen provoz koněspřežné tramvaje. Ta se zde udržela do roku 1923.
Podle projektu belgické společnosti byla dne 26. dubna 1882 v Oděse zprovozněna linka parní tramvaje. Její trasa zhruba odpovídala dnešní lince 18. Provoz na této lince byl ukončen v roce 1913, ale parní tramvaj se vrátila ještě v letech 1920–1922.
Projekt elektrické tramvaje vznikl v roce 1908, její provoz byl slavnostně zahájen dne 24. září 1910.

## Vozový park
V březnu 2020 se ve vozovém parku nacházelo 205 osobních vozů, z nichž 166 bylo v provozu. Flotila služebních vozidel čítala 21 vozů, z toho 19 jich bylo v provozu.
| Obrázek | Typ        | Modifikace a podtypy   | Počet  | Počet     | Dodávky od roku |
| Obrázek | Typ        | Modifikace a podtypy   | Celkem | V provozu | Dodávky od roku |
| ------- | ---------- | ---------------------- | ------ | --------- | --------------- |
|         | Tatra T3   | T3SU, T3SUCS, T3A      | 59     | 28        | 1966            |
|         | Tatra T3   | T3R.P                  | 111    | 105       | 2001            |
|         | Tatra T3   | T3 KVP Od              | 16     | 14        | 2016            |
|         | Tatra T3   | T3 KVP Od "Odissej"    | 11     | 10        | 2018            |
|         | Tatra T3   | K3R-N Od "Odissej Max" | 4      | 4         | 2019            |
|         | Tatra T6B5 | T6B5SU                 | 1      | 1         | 1997            |
|         | Tatra T6B5 | K-1                    | 10     | 9         | 2006            |
|         | Tatra T6B5 | K-1M                   | 1      | 1         | 2015            |

## Galerie

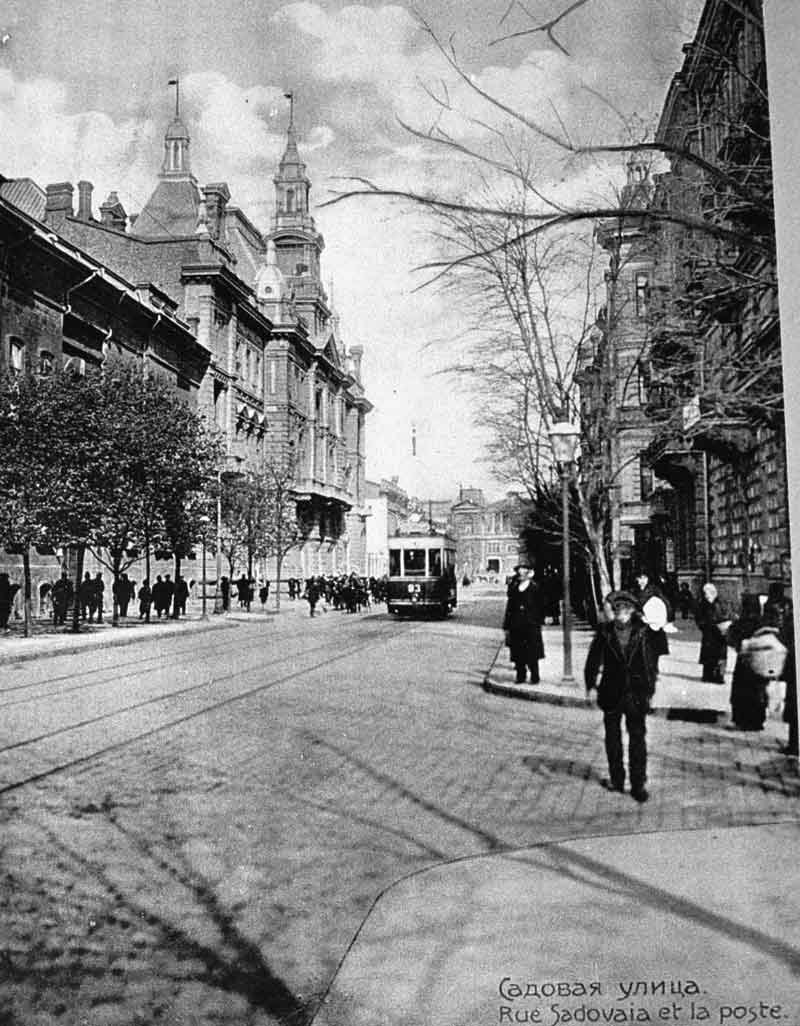
Jedna z prvních linek elektrické tramvaje v Oděse
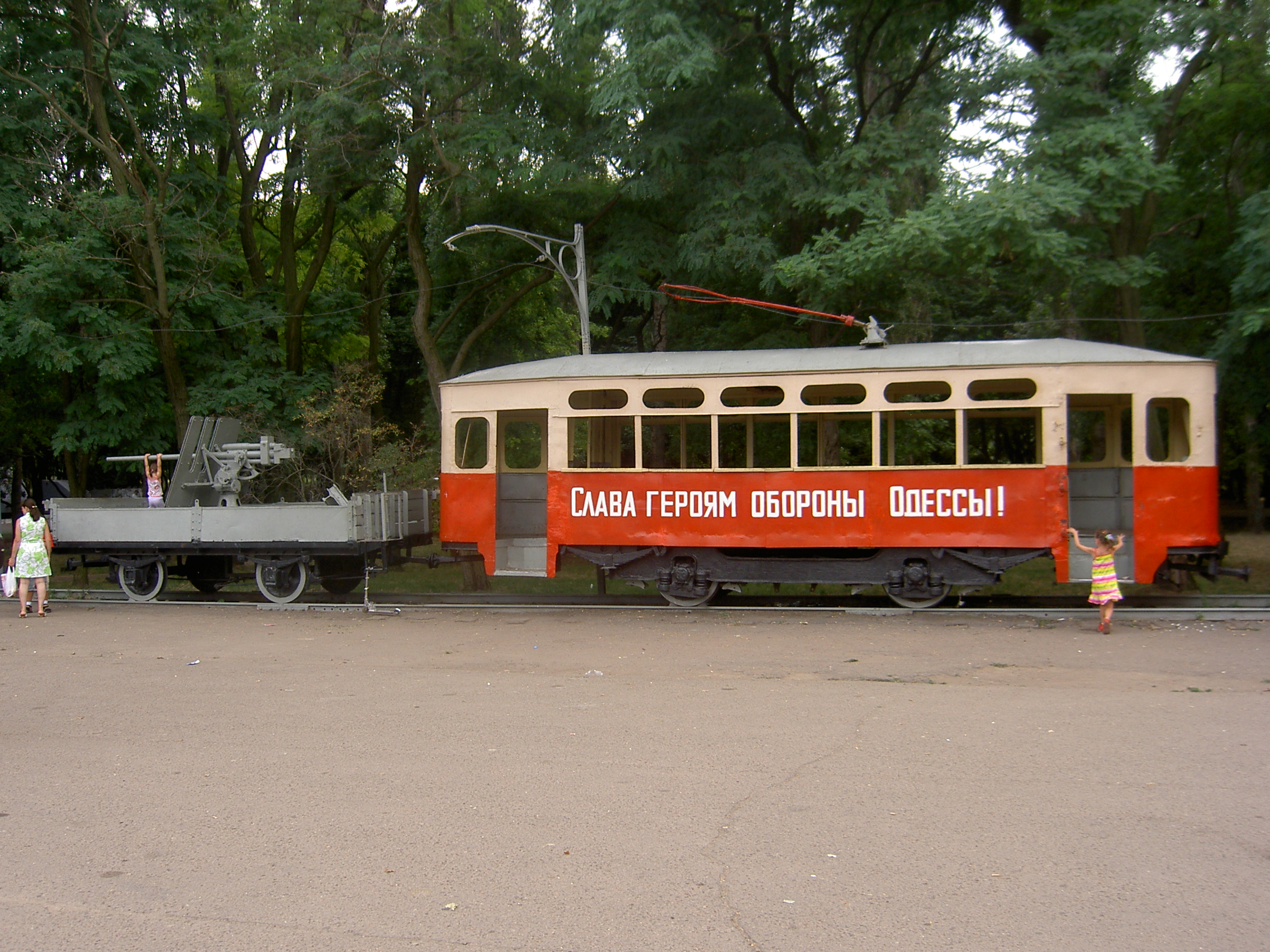
Historická dvounápravová tramvaj
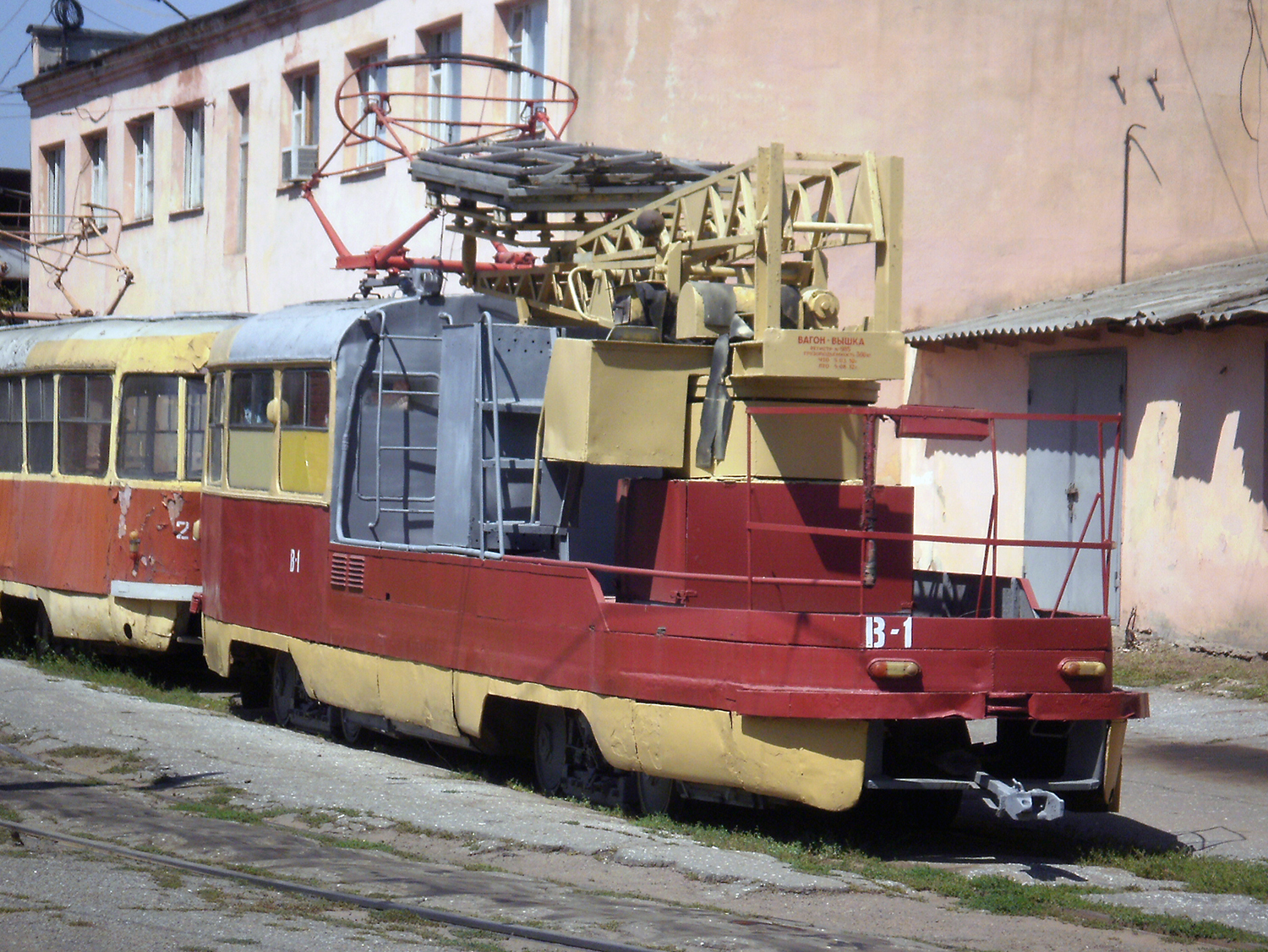
Oděský pracovní vůz přestavěný z tramvaje T3
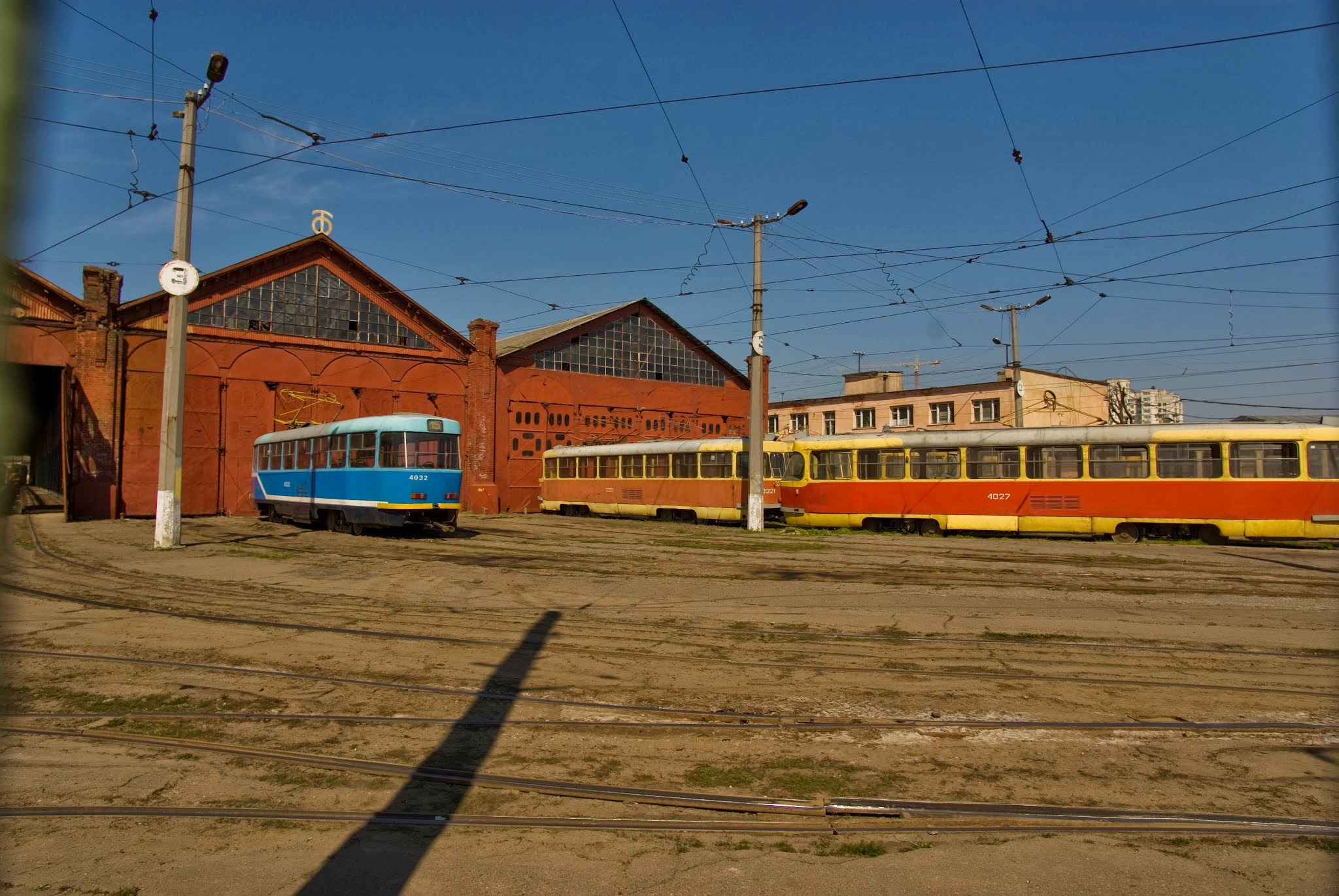
Tramvajová vozovna
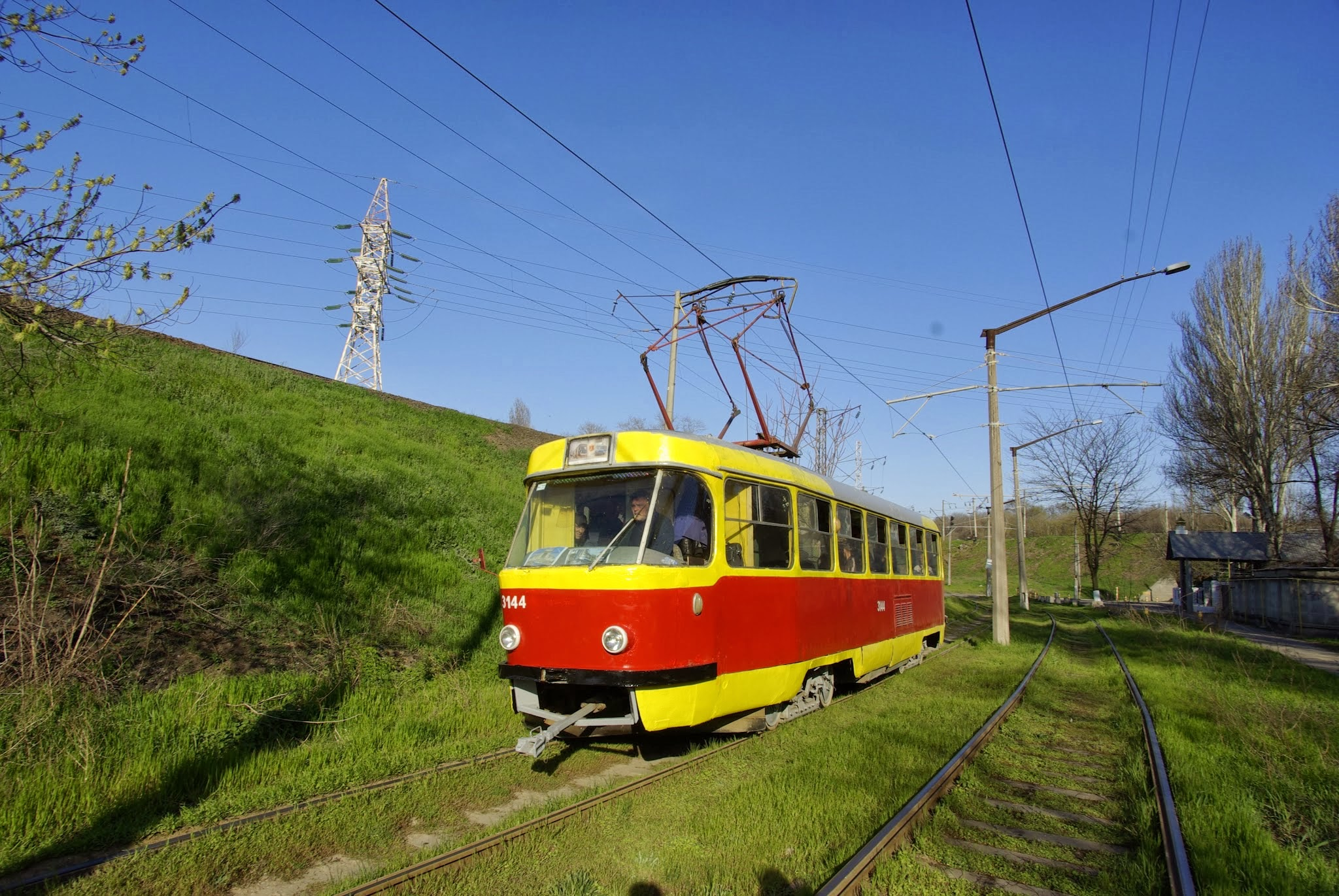
Tramvaj Tatra T3SU na severu města
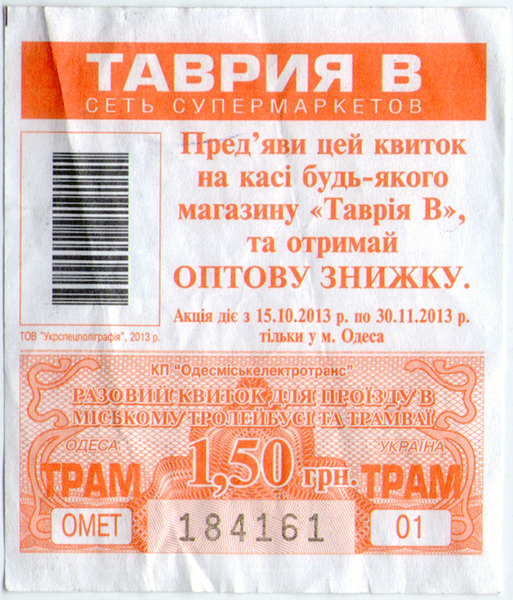
Jízdenka platící v oděské síti
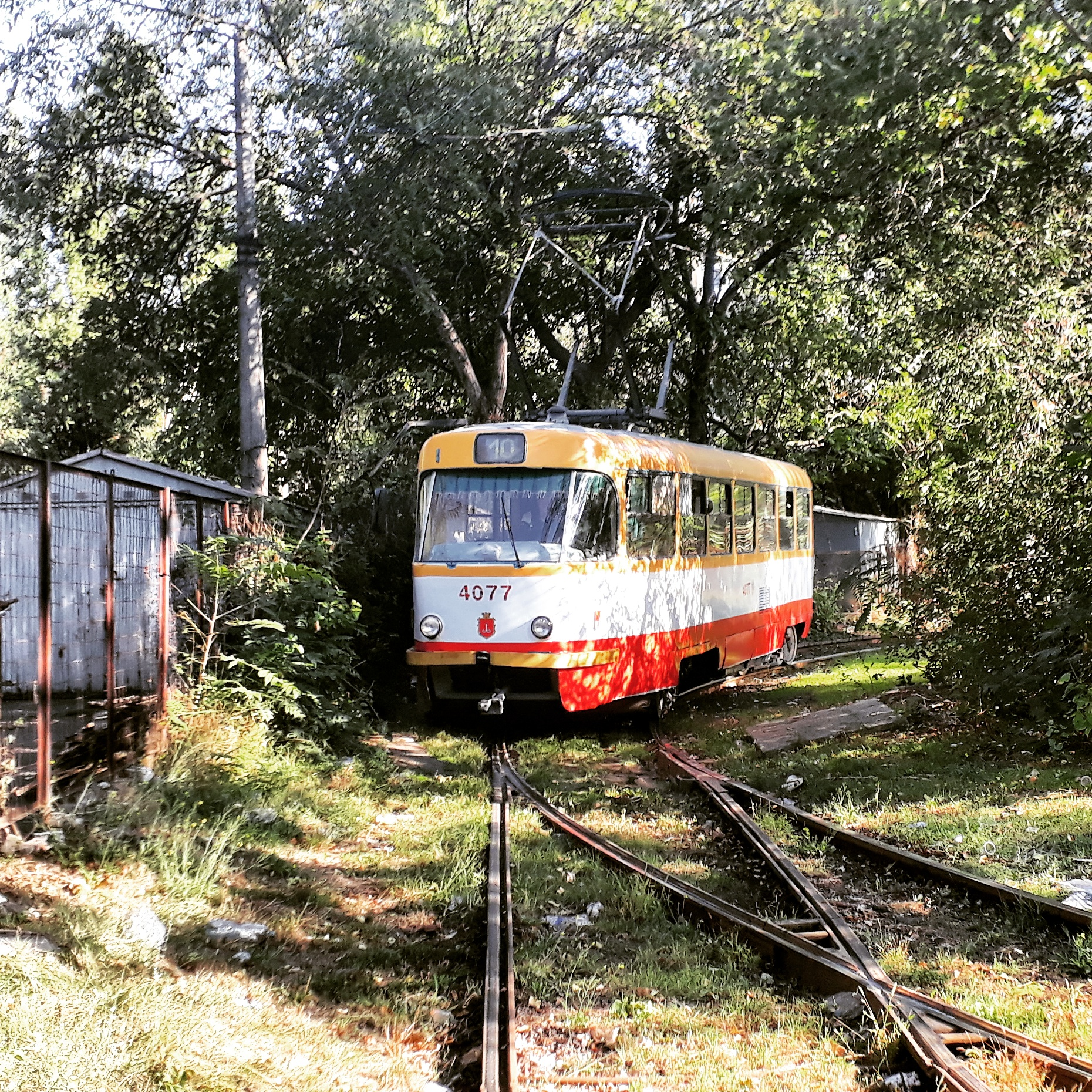
Tatra T3R.P na konečné zastávce Jicchaka Rabina
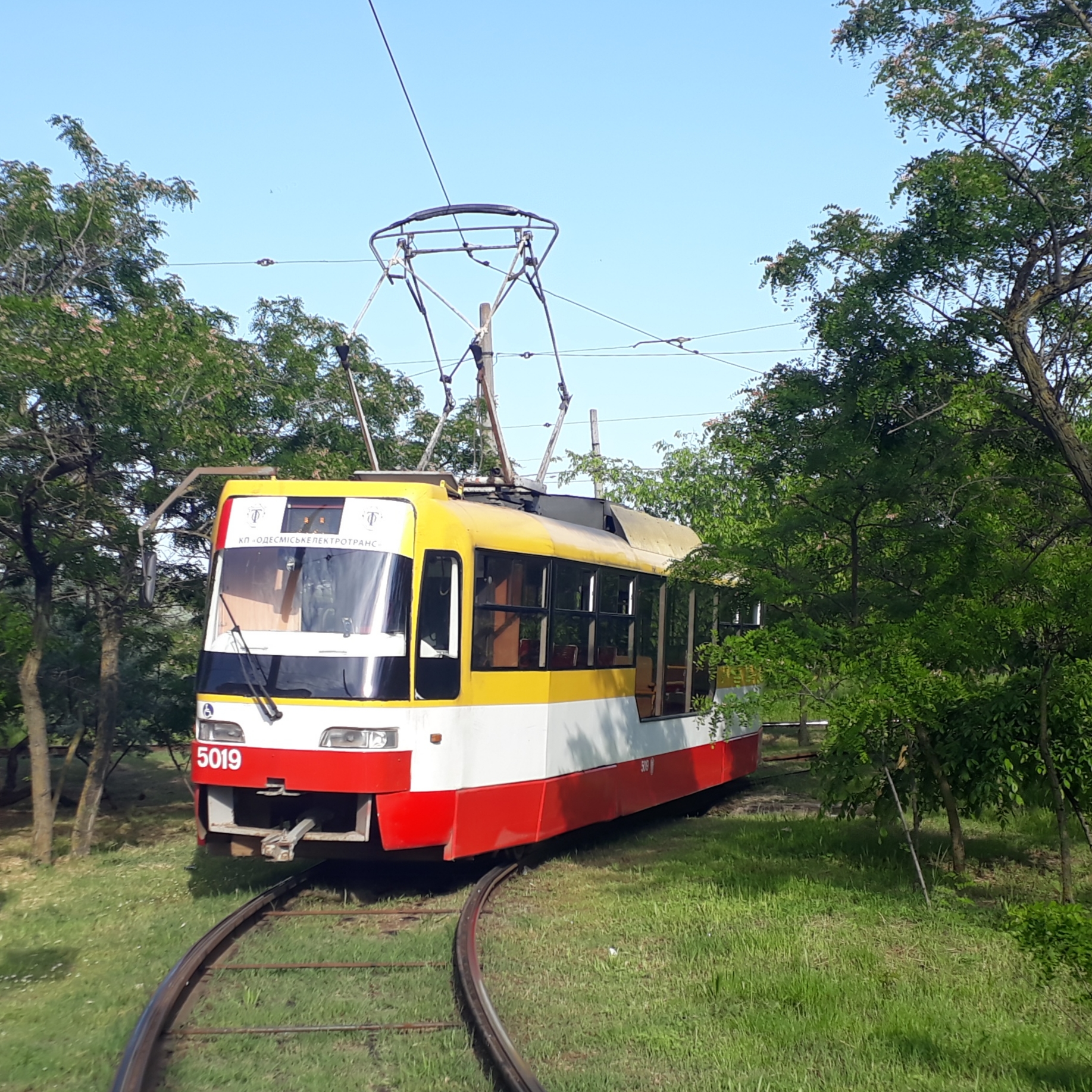
Vůz T3 KVP Od ve smyčce Luzanivka
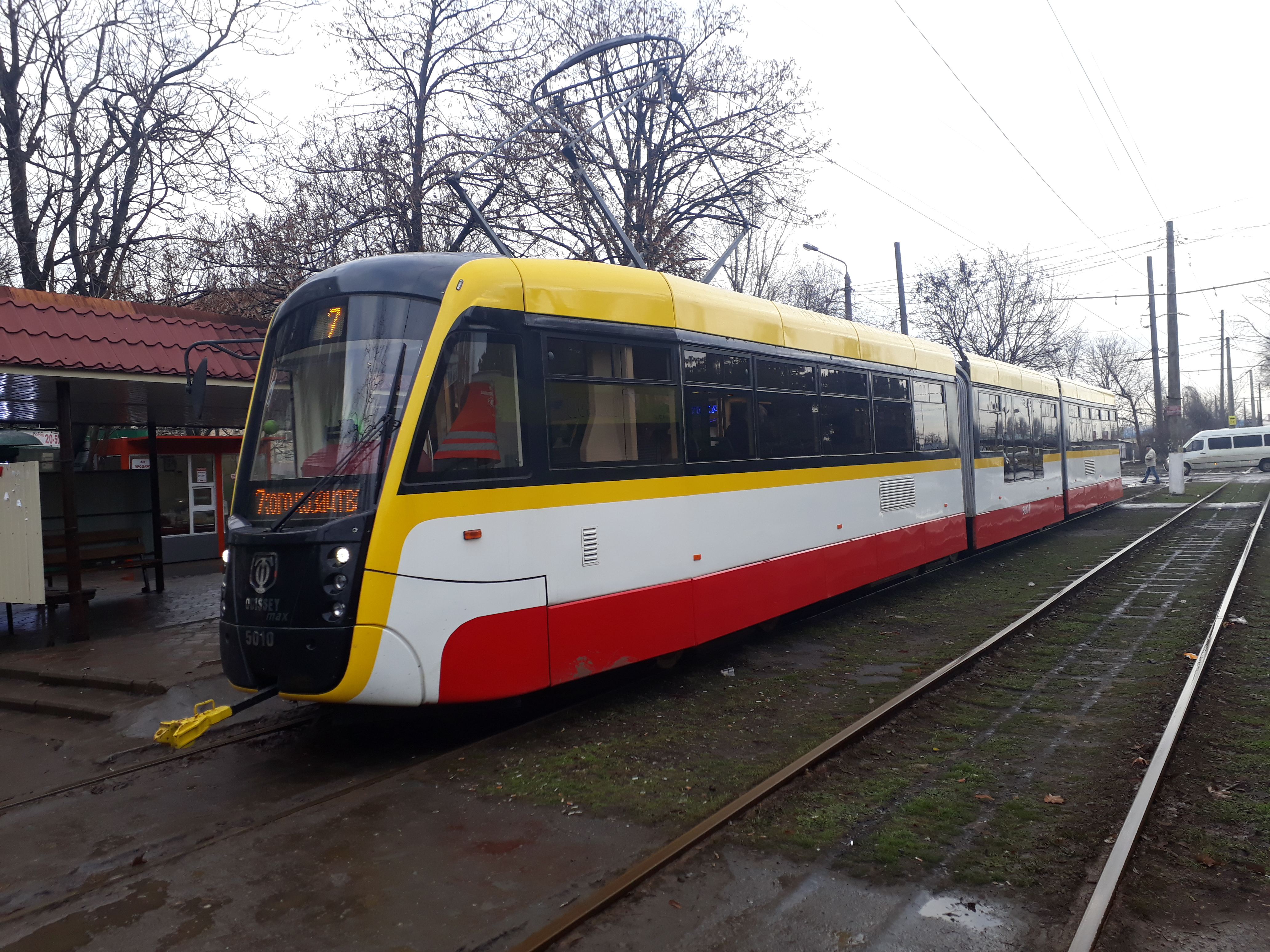
Tramvaj K3R-N Odissey Max v zastávce Paustovského ulice